# Wilfred Waters
Wilfred Waters (Wandsworth, 4 de janeiro de 1923 - Surrey, 1 de abril de 2006) foi um ciclista britânico que correu durante os anos 40 do século XX.
Em 1948, ele participou dos Jogos Olímpicos de Londres, onde conquistou uma medalha de bronze na prova de perseguição por equipes, formando equipe com Alan Geldard, Tommy Godwin e David Ricketts.

## Palmarès
1948
- 3º na Perseguição por equipes, Jogos Olímpicos de 1948

1950
- 1º nos 880 jardas, Campeonato Escocês de Ciclismo em Pista de Grama[5]